# لنگرماهی سربزرگ
لنگرماهی سرگنده یا لنگرماهی سربزرگ (نام علمی: Batrachocottus baicalensis) نام یک گونه از تیره لنگرماهیان است. این ماهی بومی دریاچه بایکال در سیبری است و در عمق حدود صد متری این دریاچه زندگی می‌کند.
درازای این ماهی تا ۱۹ سانتی‌متر می‌رسد.